# Centistini
Centistini (лат.) — триба перепончатокрылых насекомых подсемейства Euphorinae из семейства браконид. Около 10 родов.

## Описание
Мелкие наездники-бракониды. Первый брюшной тергит стебельчатый (петиоль короткий), латеропе развито, дорсопе первого брюшного тергита отсутствует. Нижнечелюстные щупики 6-члениковые, нижнегубные щупики состоят из 3 сегментов. Маргинальная ячейка переднего крыла крупная, длиннее стигмы, жилка r развита, жилка 2M десклеротизированная, жилка m-cu отчётливо короче, чем 2RS.

## Экология
Эндопаразиты имаго жесткокрылых: Chrysomelidae, Curculionidae и Staphylinidae.

## Систематика
Около 3 родов. Ранее включаемые сюда роды Pygostolus и Litostolus выделены в собственную трибу Pygostolini.
- Allurus Förster
- Asiacentistes Belokobylskij, 1995[4].
- Centistes Haliday[5]
  - Виды: Centistes achterbergi Aguirre, Almeida & Shaw, 2017, Centistes acuticaudatus, Centistes auricephalus, Centistes auristigma , Centistes bicaudatus, Centistes cabecares, Centistes cartagoensis, Centistes chorotegus, Centistes compactus, Centistes curvicaudatus, Centistes gauldi, Centistes hansoni, Centistes janzeni, Centistes malaisei, Centistes marshi, Centistes sergeyi ...
  - подроды: Centistes, Anartionyx van Achterberg, Ancylocentrus Förster, Chaetocentistes Belokobylskij, Syrrhizus Förster
- Centistoides van Achterberg